# BGM-71 TOW

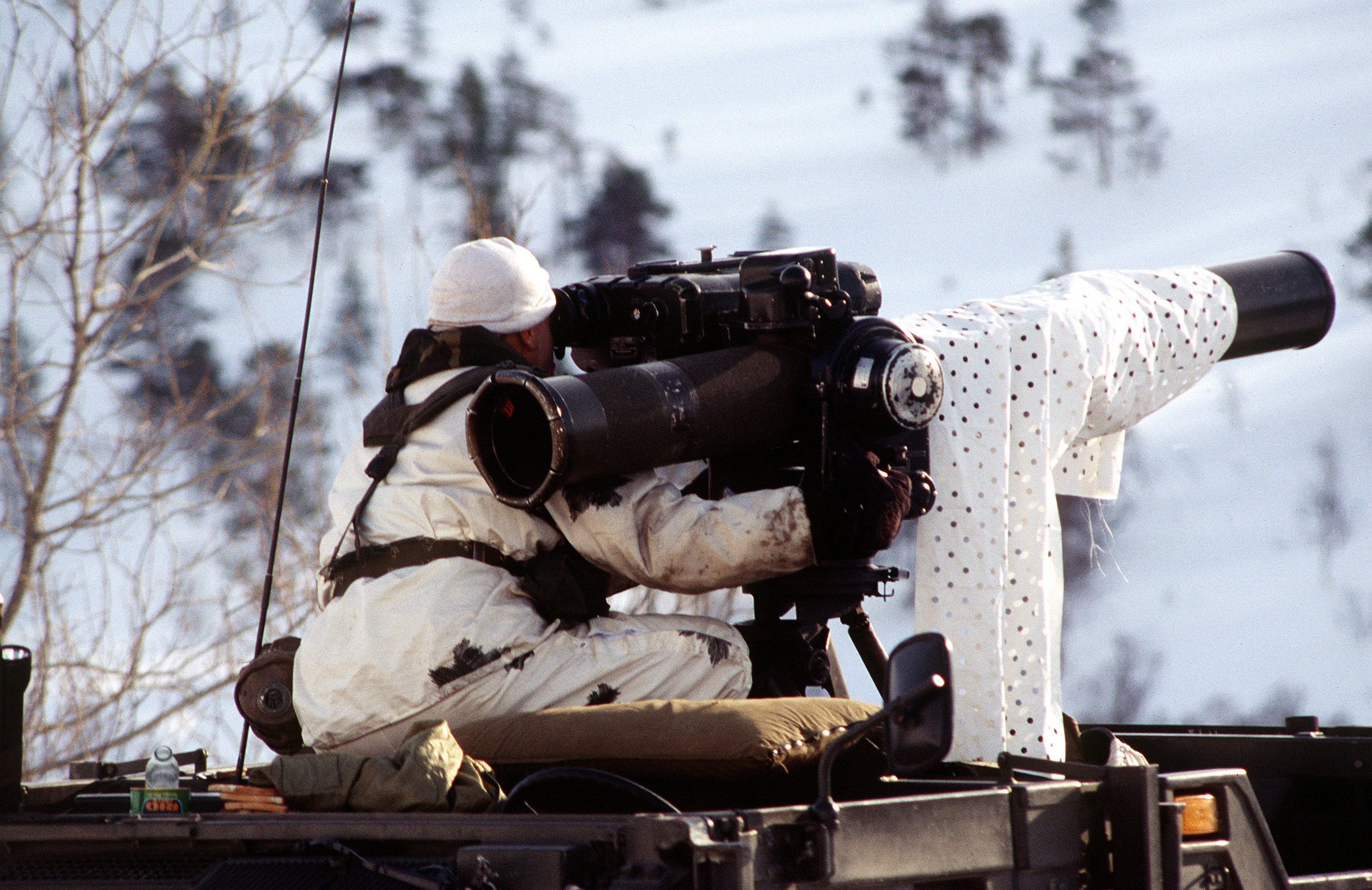
BGM-71 TOW italské armády

BGM-71 TOW (TOW = Tube-launched, Optically tracked, Wire-guided = vystřelovaná z hlavně, opticky zaměřovaná, řízená po drátě) je americká protitanková řízená střela naváděná prostřednictvím vodiče. Jedná se o PTŘS dlouhého dosahu s poloautomatickým povelovým naváděcím systémem dálkového navedení po záměrné cíle (SACLOS - Semi-Automatic Command to Line Of Sight) a s přenosem řídících povelů po vodiči.

## Vývoj

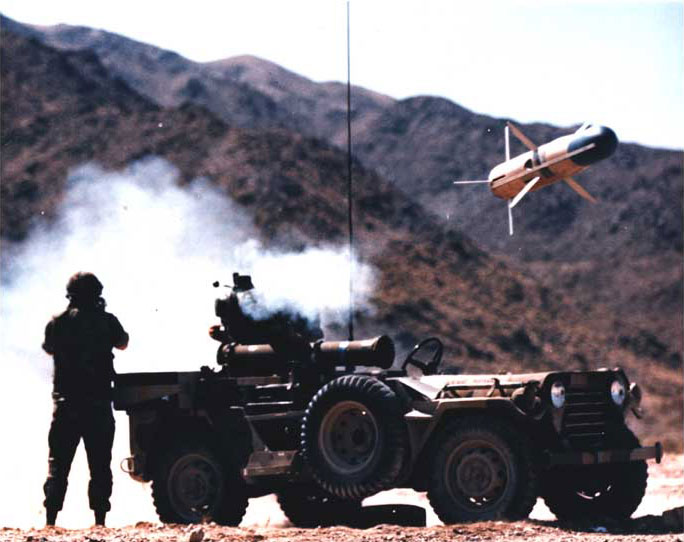
BGM-71 TOW odpalovaná z vozidla Ford M151 MUTT

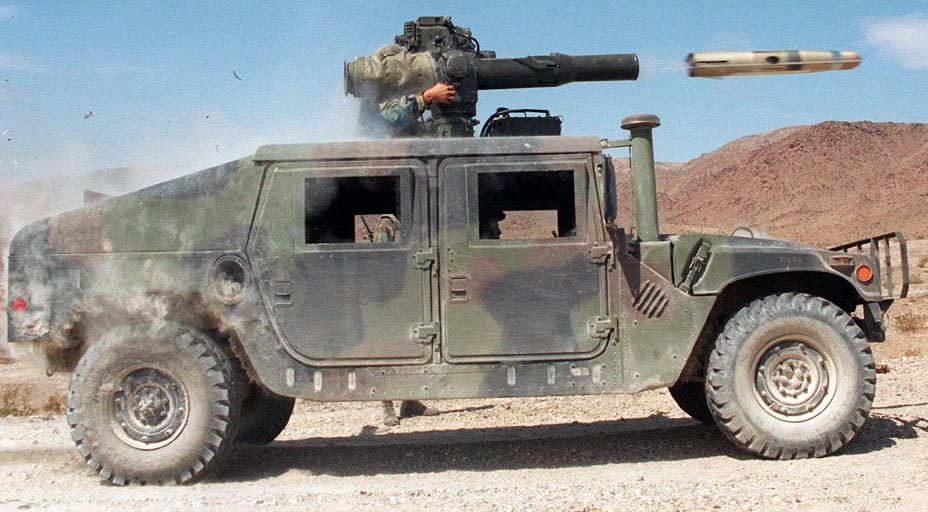
BGM-71 TOW odpalovaná z vozidla HMMWV

Tato nejrozšířenější PTŘS západního bloku byla vyvinuta v šedesátých letech 20. století firmou Hughes Missile Systems Company (dnes Raytheon Systems Company) jako náhrada za PTŘS první generace SS-11 a bezzákluzové protitankové kanony ráže 106 mm. Zavedena do výzbroje byla v roce 1970. Úspěšně byla použita již během vietnamské války a v arabsko-izraelské válce roku 1973. Střela TOW je používána asi 42 zeměmi a celkem bylo vyrobeno přes 600 000 kusů.

## Varianty
- BGM-71A/B – první verze byla do výzbroje zavedena roku 1970 a vyrobilo se jí celkem přes 314 000 ks.

- BGM-71C ITOW (Improved TOW) – vylepšená TOW s účinnější hlavicí o průměru 127 mm zavedená roku 1981.

- BGM-71D TOW 2 – verze s hlavicí o průměru 152 mm, zdokonalenou elektronikou v naváděcím systému a účinnějším palivem v raketovém motoru zavedená v roce 1983.

- BGM-71E TOW 2A – verze s tandemovou kumulativní hlavicí proti reaktivní pancéřové ochraně z roku 1987.

- BGM-71F TOW 2B – zatím poslední verze, která je vybavena speciální tandemovou hlavicí EFP (Explosively Formed Projectile - projektil formovaný explozí) určená k útoku na stropní partie tanků. Dodávky zahájeny roku 1992.

- TOW BLAAM (Bunkers Light Armor And Masonry) – vyvíjená verze optimalizovaná k ničení cílů za betonovými nebo cihlovými zdmi s tandemovou hlavicí. První část hlavice proráží stěnu pomocí explozí formovaného projektilu a takto vytvořeným otvorem proniká druhá část hlavice, která ničí cíle za stěnou.

- TOW Bunker Buster – vyvíjená verze určená k vytváření otvorů o průměru až 600 mm v betonových stěnách o síle 200 mm.

## Popis
BGM-71 bývá obvykle instalována na bojových vozidlech nebo bitevních vrtulnících, může být použita rovněž v přenosné verzi na trojnožce. PTŘS je uložena v uzavřeném přepravním pouzdru, se kterým je vkládána do odpalovacího zařízení před výstřelem. Skládá se z bojové kumulativní hlavice, startovacího motoru a hlavního letového motoru. Při odpálení je nejprve zažehnut startovací motor, který dohoří ještě před opuštěním hlavně, pak teprve dojde k vysunutí kormidel a iniciaci letového motoru. Trysky raketového motoru jsou umístěny v bocích střely, aby proud plynů nepoškodil povelové vodiče, které se odvíjejí během letu za střelou. Řídící elektronika využívá gyroskop.

### Technická data
- Délka střely: 1,17 m
- Průměr těla střely: 221 mm
- Hmotnost střely: 22,6 kg
- Účinný dostřel: minimální 65 m, maximální 3750 m
- Typ bojové hlavice: kumulativní, tandemová kumulativní
- Průbojnost pancéřování: více než 1000 mm